# معلوماتية عصبية

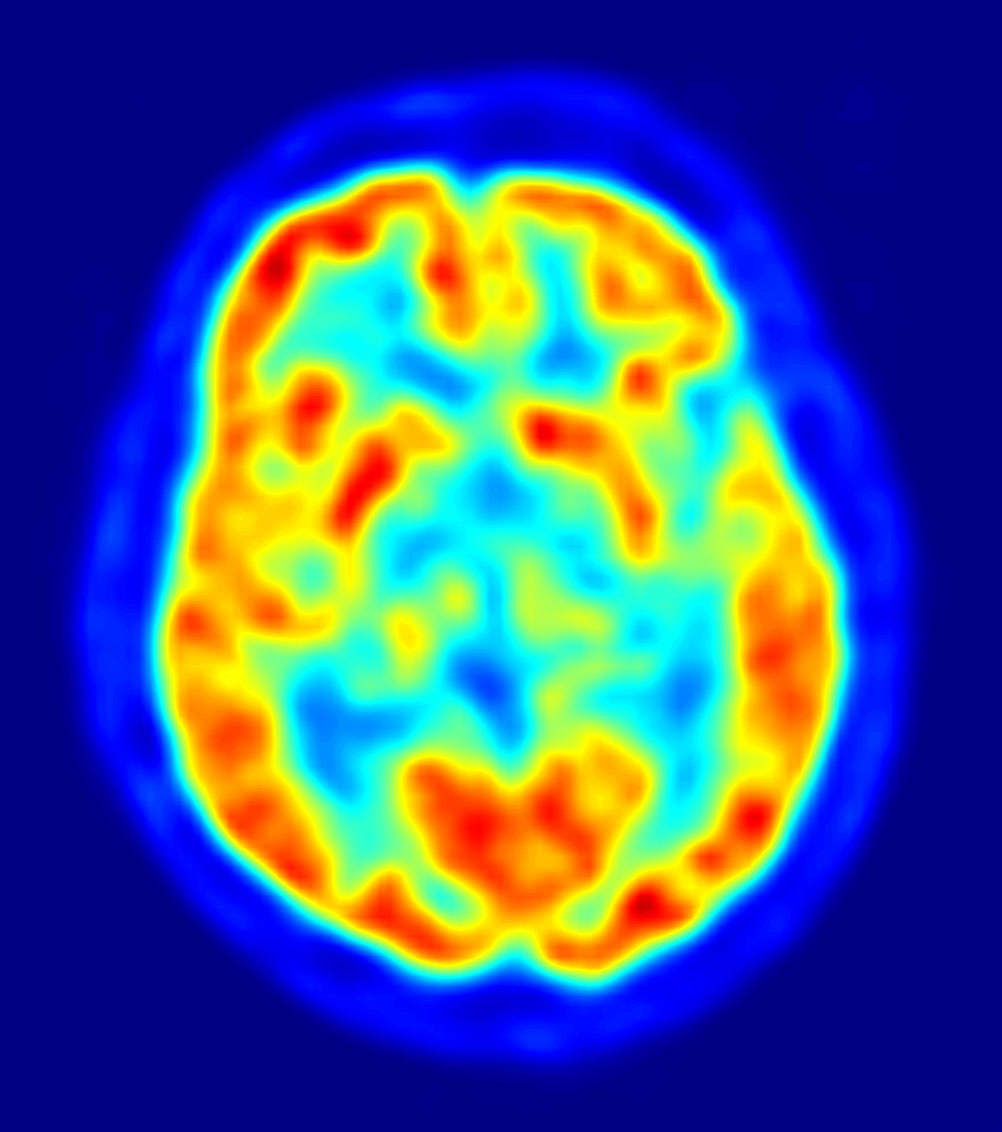

المعلوماتية العصبية هي حقل بحث يهتم بتنظيم بيانات علم الأعصاب من خلال تطبيق النماذج الحسابية والأدوات التحليلية. تشكل مجالات البحث أهمية لتكامل وتحليل البيانات التجريبية كبيرة الحجم، وعالية الأبعاد، وعالية الدقة. يوفر أخصائيو المعلومات العصبية الأدوات الحسابية، والنماذج الرياضية، وإنشاء قواعد بيانات قابلة للتشغيل المتبادل للأطباء وعلماء الأبحاث. علم الأعصاب هو مجال غير متجانس، يتألف من العديد من التخصصات الفرعية المختلفة (مثل علم النفس المعرفي، وعلم النفس الحيوي، وعلم الوراثة السلوكي). بهدف استمرار فهمنا للعقل بشكل متعمق، من الضروري أن تتمكن هذه التخصصات الفرعية من مشاركة البيانات والنتائج بطريقة مجدية؛ وعلماء الأعصاب يسهلون هذا الأمر.
تقف المعلوماتية العصبية عند تقاطع العلوم العصبية وعلم المعلومات. أثبتت ميادين أخرى، مثل علم الجينوم، فعالية قواعد البيانات الموزعة بحرية، وتطبيق النماذج النظرية والحسابية لحل المشاكل المعقدة. في المعلوماتية العصبية، تسمح مثل هذه المرافق للباحثين بالتأكد من نظريات العمل بسهولة أكبر من الناحية الكمية من خلال وضع النماذج الحسابية. بالإضافة إلى ذلك، تعزز المعلوماتية العصبية الأبحاث التعاونية، وهي حقيقة مهمة تسهل اهتمام الحقل بدراسة التعقيد متعدد المستويات في الدماغ.
هناك ثلاثة اتجاهات رئيسية يتعين فيها تطبيق المعلوماتية العصبية:
1. تطوير الأدوات وقواعد البيانات لإدارة وتبادل بيانات علم الأعصاب على جميع مستويات التحليل.
2. تطوير أدوات لتحليل بيانات علم الأعصاب ونمذجتها.
3. تطوير النماذج الحسابية للجهاز العصبي، والعمليات العصبية.

في العقد الأخير، ومع قيام العديد من مجموعات البحث بجمع كميات هائلة من البيانات المتنوعة عن الدماغ، أُثيرت المشكلة بشأن كيفية دمج البيانات الواردة من آلاف المنشورات بغية إتاحة أدوات فعالة لإجراء مزيد من البحوث. إن البيانات البيولوجية وبيانات علم الأعصاب مترابطة ومعقدة إلى حد كبير، ويمثل التكامل في حد ذاته تحديًا عظيمًا للعلماء.
إن الجمع بين أبحاث المعلوماتية وأبحاث الدماغ يوفر فوائد لكل من ميداني العلم. من ناحية، تسهل المعلوماتية عملية معالجة بيانات الدماغ ومعالجة البيانات، عن طريق توفير تقنيات إلكترونية وبرمجيات جديدة لترتيب قواعد البيانات والنمذجة والاتصال في أبحاث الدماغ. من ناحية أخرى، إن الاكتشافات المعززة في مجال علم الأعصاب سوف تستدعي تطوير أساليب جديدة في تقنيات المعلومات.

## تاريخ
ابتداءً من عام 1989، زوَّد كل من المعهد الوطني للصحة العقلية (إن آي إم إتش)، والمعهد الوطني لتعاطي المخدرات (إن إس إف)، ومؤسسة العلوم الوطنية، الأكاديمية الوطنية للطب بالتمويل لإجراء تحليل دقيق، ودراسة الحاجة إلى إنشاء قواعد بيانات، وتبادل البيانات العصبية، وفحص الكيفية التي يمكن أن يَخلق بها مجال تكنولوجيا المعلومات الأدوات اللازمة لزيادة حجم وطرائق البيانات العلمية العصبية. أُعلن عن التوصيات الإيجابية في عام 1991. أتاح هذا التقرير الإيجابي لـ«إن آي إم إتش، الذي يديره الآن ألان ليشنر، إنشاء «مشروع الدماغ البشري» (إتش بي بّي)، مع مِنح أولية في عام 1993. وترأس كوسلو برنامج إتش بي بّي إلى جانب الجهود التعاونية لمعاهد الصحة الوطنية الأمريكية الأخرى، ومعهد إن إس إف، والإدارة الوطنية للملاحة الجوية والفضاء، ووزارة الطاقة. إن مبادرة إتش بّي جي، ومبادرة تمويل المنح في هذا المجال سبقت التوسّع الهائل لشبكة الويب العالمية قليلًا. من عام 1993 إلى عام 2004 نما هذا البرنامج إلى ما يزيد عن 100 مليون دولار على شكل منح ممولة.
بعد ذلك، تابع كوسلو عولمة إتش بّي جي، والمعلوماتية العصبية من خلال الاتحاد الأوروبي ومنظمة التعاون الاقتصادي والتنمية (أو إي سي دي)، في باريس، فرنسا. حدثت فرصتان خاصتان في عام 1996.
- الأولى كانت وجود فرقة العمل المعنية بالتكنولوجيا الحيوية ضمن اللجنة الأوروبية/ الولايات المتحدة، والتي اشتركت في رئاستها ماري كلوتر من المؤسسة إن إس إف. في إطار ولاية هذه اللجنة، التي كان كوسلو عضوًا فيها، أنشأت لجنة الولايات المتحدة الأوروبية المعنية بالمعلوماتية العصبية، وترأسها كوسلو من الولايات المتحدة. أسفرت هذه اللجنة عن بدء اللجنة الأوروبية في دعم المعلوماتية العصبية في الإطار 5، واستمرت بدعم أنشطة البحث والتدريب في مجال المعلوماتية العصبية.
- وهناك فرصة ثانية لعولمة المعلوماتية العصبية، عندما سُئلت الحكومات المشاركة في منتدى العلوم الضخم، التابع لمنظمة التعاون والتنمية في الميدان الاقتصادي، عما إذا كان لديها أي مبادرات علمية جديدة للتقدم نحو التعاون العلمي في جميع أنحاء العالم. طلب مكتب البيت الأبيض لسياسة العلوم والتكنولوجيا من الوكالات في الحكومة الفيدرالية أن تجتمع في المعاهد الوطنية للصحة، لتقرير ما إذا كانت هناك حاجة إلى التعاون الذي سيكون له فائدة عالمية. عقدت المعاهد الوطنية للصحة سلسلة من الاجتماعات التي نُوقشت فيها مقترحات من وكالات مختلفة. كانت التوصية المقترحة من الولايات المتحدة لمنظمة أطباء بلا حدود عبارة عن مزيج من مقترحات إن إس إف، وَإن آي إتش. دعم جيم إدواردز من مؤسسة العلوم الوطنية قواعد البيانات، وتقاسم البيانات في مجال التنوع البيولوجي؛ واقترح كوسلو أن مجموعة العلوم والتكنولوجيا الحديثة هي نموذج لتبادل البيانات العلمية العصبية، مع اللقب الجديد للمعلوماتية العصبية.

جُمع بين المبادرتين المتصلتين لتشكيل اقتراح الولايات المتحدة بشأن «المعلوماتية البيولوجية». دعم هذه المبادرة مكتب البيت الأبيض لسياسة العلوم والتكنولوجيا، وقدمها إدواردز وكوسلو إلى منظمة التعاون والتنمية في الميدان الاقتصادي. أُنشئت لجنة تابعة لمنظمة أطباء بلا حدود حول المعلوماتية البيولوجية مع لجنتين فرعيتين: 1. التنوع البيولوجي (الرئيس، جيمس إدواردز، معهد إن إس إف)، و2. المعلوماتية العصبية (الرئيس، ستيفن كوسلو، معهد إن آي إتش). بعد انتهاء عامين، أصدرت اللجنة الفرعية للمعلوماتية العصبية التابعة لمجموعة العمل البيولوجية تقريرًا يدعم جهدًا عالميًا في مجال المعلوماتية العصبية. يعمل كوسلو مع معهد إن آي إتش ومكتب سياسات العلوم والتكنولوجيا في البيت الأبيض لإنشاء مجموعة عمل جديدة لمعلومات الجهاز العصبي، لتطوير توصيات محددة تدعم التوصيات الأكثر عمومية الواردة في التقرير الأول. أيد المنتدى العلمي العالمي (جي إس إف؛ أعيدت تسميته من منظمة أطباء بلا حدود) التابع لمنظمة التعاون والتنمية في الميدان الاقتصادي، هذه التوصية.